# Raimond VII av Toulouse

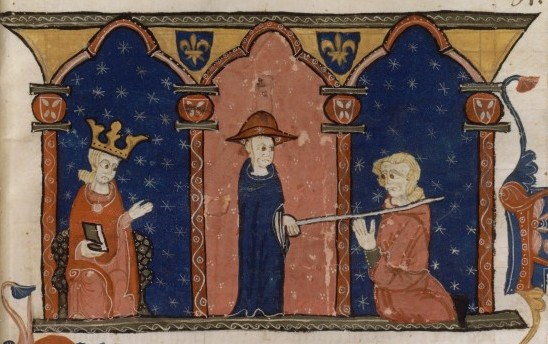
Medeltida målning föreställande Raimond VII som underkastar sig Ludvig IX vid freden i Paris (1229).

Raimond VII av Toulouse, född 1197, död 27 september 1249 var en fransk greve av Toulouse, hertig av Narbonne och markis av Provence.
Han var son till Raimond VI av Toulouse och Johanna av England. 1213 hade hans far tillfångatagits av Simon de Montfort och tvingats fly ur landet under det Albigensiska korståget. 1216 inledde Raimond en motoffensiv med hjälp av Aragonien. Sedan Simon de Montfort stupat återtog han alla sina områden 1224. 1226 inledde dock Ludvig VIII av Frankrike en ny offensiv mot albigensarna. 1229 tvingades Raimond att sluta fred med den nya kungen Ludvig IX, där han förlorade stora områden, och tvingades införa inkvisitionen mot albigensarna i det område han fortfarande kontrollerade.